# لوید نولان
لوید نولان (انگلیسی: Lloyd Nolan؛ ‏ ۱۱ اوت ۱۹۰۲ – ۲۷ سپتامبر ۱۹۸۵) بازیگر اهل ایالات متحده آمریکا بود.
از فیلم‌ها یا برنامه‌های تلویزیونی که وی در آن نقش داشته است، می‌توان به دنیای سیرک، فرودگاه، هانا و خواهرانش، یه مشت بارون، در لباسی خیره‌کننده و مأموران اف‌بی‌آی اشاره کرد.

## مرگ
نولان که مدت‌ها سیگار و پیپ می‌کشید، بر اثر سرطان ریه در خانه‌اش در برنت‌وود، کالیفرنیا درگذشت.